# Sklo Union

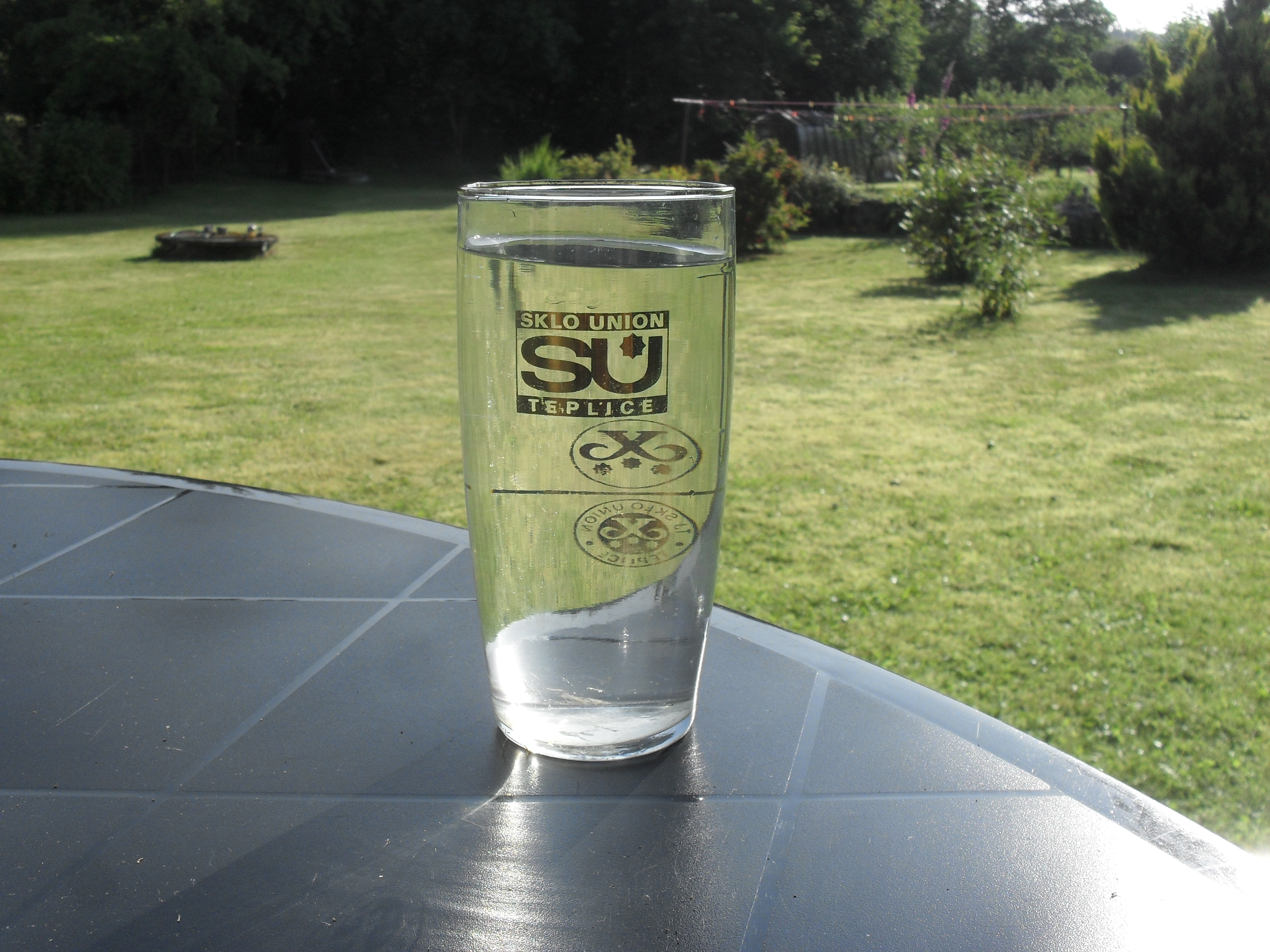
Reklamní sklenice společnosti Sklo Union.

SKLO UNION, akciová společnost Teplice byl sklářský koncern se sídlem v Teplicích.

## Historie
Ministr průmyslu České republiky vydal 25. září 1990 rozhodnutí č. 320/1990, podle kterého přešel k 1. říjnu 1990 majetek státního podniku Sklo Union Teplice na nově založenou akciovou společnost. K zápisu do obchodního rejstříku došlo 28. září 1990.
V průběhu roku 1991 se manažeři Sklo Unionu domluvili s Petrem Kellnerem a Milanem Vinklerem na společné účasti v chystané kupónové privatizaci. V listopadu 1991 se Sklo Union účastnil navýšení základního kapitálu PPF, současně této společnosti poskytl půjčku. Celkem se jednalo o 40 milionů Kčs. Jaroslav Přerost a Štěpán Popovič se stali členy představenstva PPF.
Na konci roku 1991 Sklo Union převedl řadu prosperujících sklářských provozů do nově založené společnosti Glavunion, která byla následně privatizována prodejem majoritního podílu společnosti Glaverbel.
Fond národního majetku se rozhodl nabídnout 61,5 % akcií Sklo Unionu v první vlně kupónové privatizace, zbývající část byla s výjimkou zaměstnaneckých akcií nabídnuta ve vlně druhé. Hlavním akcionářem společnosti se po první vlně staly privatizační fondy založené společností Harvard Capital & Consulting, které získaly podíl 38,2 %. Podíl v SU měly také fondy založené investiční společností PPF.

## Stav v roce 1993
Holdingová společnost Sklo Union zaměstnávala 8 595 zaměstnanců a zahrnovala tyto akciové společnosti:
- Glavunion
- Obalunion (obalové sklo, lahve, sklenice)
- Stavunion Duchcov (luxfery pro stavebnictví)
- Union Lesní brána (izolační suroviny Rotaflex a Sibral)
- Výzkumný ústav Sklo Union (VÚSU)
- Intes (inženýrské a technické služby)

Rozhodující v dalším vývoji byl Glavunion a.s., v němž 50% účast získal Glaverbel z Belgie. Pod teplický Glavunion spadaly podniky Sklotas Řetenice (ploché plavené sklo) a Thorax Chudeřice, pobočka Teplice (bezpečnostní skla do aut).

## Zánik společnosti
Na mimořádné valné hromadě která se konala 5. prosince 1995 byli odvoláni všichni členové představenstva, mezi nimiž byl tehdy i Petr Kellner. Novými členy se staly osoby ze skupiny okolo HC&C v čele s Borisem Vostrým.
Na 20. června 1996 svolalo představenstvo mimořádnou valnou hromadu. Místem konání byly Velké Bílovice nedaleko Lanžhota. Tato valná hromada rozhodla o zrušení společnosti SKLO UNION a.s. bez likvidace sloučením s Harvardskými společnostmi, schválila mimořádnou účetní závěrku k 14. 6. 1996 a odměny statutárním orgánům ve výši 650 tisíc korun.